# Minorités sexuelles et de genre au Moyen-Orient et en Afrique du Nord
 (avril 2022).

## Histoire

### Période pré-islamique

#### Mésopotamie

##### Mythes et vie religieuse

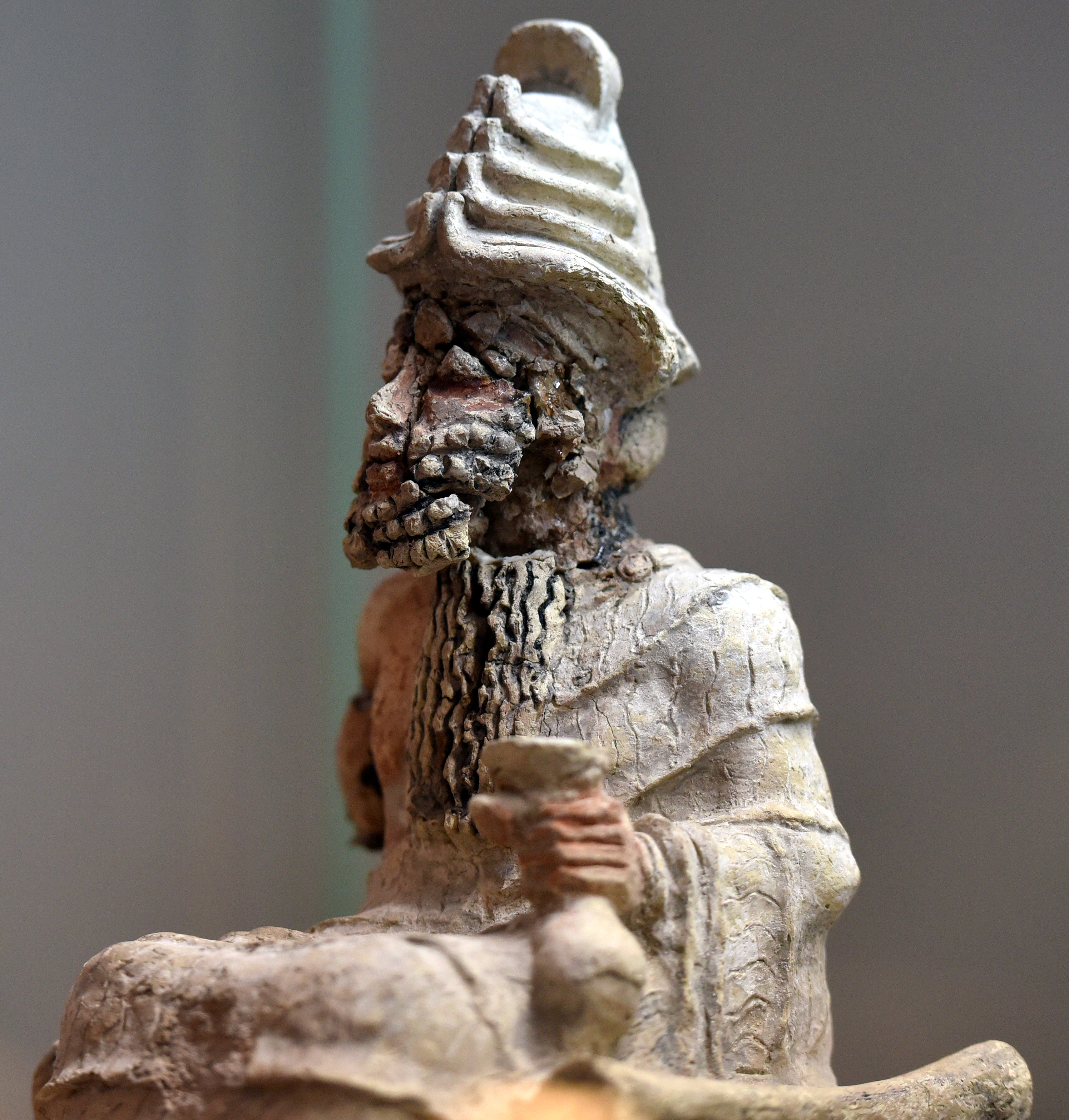
Statuette du dieu Enki découverte à Nasiriyah, datée d'entre -2004 et -1595 et conservée au musée national d'Irak. Un mythe d'Enki raconte qu'il a créé un groupe social constituant un 3ème genre, les gala, pour en faire don à la déesse Ishtar

Les fonctions de prêtrises mésopotamiennes sont associées à un dépassement de la binarité de genre : dans le culte d'Ishtar, à Babylone ou Akkad, le rituel d'initiation des prêtres est censé les féminiser, au point que certains par la suite se castrent pour être plus proches de la déesse ou continuent à adopter des comportements féminins,. D'autres forment un troisième genre social, les gala, qui regroupait des personnes nées hommes ou femmes, au rôle social ne tenant ni de l'un ni de l'autre et d'origine divine, car ce groupe est dit être un cadeau du dieu Enki à Ishtar. L'association entre troisième genre et homosexualité se retrouve dans le terme gala, un mot valise entre « anus » et « pénis »,.
Un autre mythe relie Enki à un troisième genre, cette fois-ci plus ambigu : créé par la déesse Ninmah et regroupant des personnes handicapées, des humains sans organes génitaux et des femmes stériles, Enki s'attache à eux pour en faire des prêtres et serviteurs royaux ; dans la version akkadienne du mythe, ils sont au contraire des serviteurs des Enfers. Dans tous les cas, ce groupe permet la résurrection de Ninmah après son meurtre par Ereshkigal.
Dans l'Épopée de Gilgamesh, le roi mythique sumérien Gilgamesh, développe une relation avec Enkidu ; si certains commentateurs y voient une amitié, d'autres y voient un couple gay avec le très viril Gilgamesh et l'efféminé Enkidu balançant mutuellement leurs personnalités.

##### Codes de loi et systèmes de genre
Dans l'ancienne Assyrie, les crimes sexuels étaient punis de la même façon, qu'ils soient homosexuels ou hétérosexuels. Un individu n'était passible d'aucune sanction pour avoir pénétré une personne de classe sociale égale, une prostituée de culte ou une personne dont les rôles de genre n'étaient pas considérés comme solidement masculins. Dans une tablette akkadienne, le Šumma ālu, il est écrit: "Si un homme copule avec son égal de l'arrière, il devient le leader parmi ses pairs et ses frères",.
Un code de la loi assyrienne moyenne datant de 1075 av. J.-C. a une loi assez sévère pour l' homosexualité dans l'armée, qui se lit comme suit : "Si un homme a des rapports sexuels avec son frère d'armes, ils le transformeront en eunuque",,.

#### Égypte antique

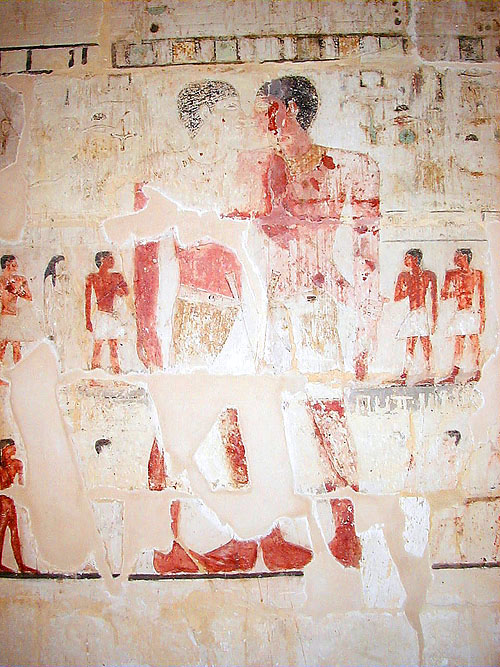
Fresque représentant Khnoumhotep et Niânkhkhnoum s'embrassant.

Il n'existe que très peu de traces d'homosexualité dans l'Égypte antique, et celles qui ont été découvertes peuvent être interprétées de différentes manières.
La moins probante est la description, dans les textes talmudiques, du lesbianisme comme les « actes d'Egypte » ; toutefois, cette expression apparaît pour la première fois des siècles après l'annexion par l'empire romain et le consensus est plutôt pour considérer qu'il s'agit alors pour les Hébreux, qui réprouvent l'homosexualité, de déshonorer l'Egypte,.
Une autre un peu plus solide est le conte racontant les visites nocturnes de Neferkare au général Siséné, visites durant lesquelles Pépi II Neferkare est dit « avoir fait tout ce qu'il désirait auprès de [Siséné] » ; s'il est possible d'interpréter cette phrase, l'une des rares fragments du conte ayant été retrouvé, comme une description euphémisée de rapports sexuels, le consensus historique penche plutôt comme une référence religieuse des visites de Rê à Osiris`.
L'exemple le moins contesté est celui de Khnoumhotep et Niânkhkhnoum, dont la tombe a été découverte dans les années 1960 : outre que les deux hommes soient enterrés ensemble, la tombe contient de nombreuses représentation du couple, en particulier une fresque où ils sont tous les deux de profil, leurs nez se touchant, ce qui était alors la manière stylisée de montrer un baiser.

#### Arabie préislamique
Dans l'Arabie préislamique existent les sa'alik, groupe de poètes en rupture avec les valeurs tribales pratiquant, comme le dit la chercheuse en littérature arabe Suzanne Stetkevych (en), « le travestissement, la bisexualité et l'androgynie » et que le chercheur Tarek El-Ariss (en) nomme non-binaires. Pour ce dernier, le récit queer se retrouve à la fois dans les poèmes des sa'alik et plus particulièrement de Chanfara, mais aussi dans le récit de leurs vies, caractérisée par la rupture avec le cercle familial pour aller se constituer en communauté culturelle et de solidarité dans les marges de la société.

### Période arabo-musulmane
Le concept d'homosexualité réunissant les homosexualités masculine et féminine et s'opposant à l'hétérosexualité est inconnu de la tradition arabe médiévale.
L'interdit portait de manière centrale sur les relations adultères impliquant un acte de pénétration. Ainsi, l'expression littéraire d'un désir pour la beauté juvénile n'était pas perçue comme une infraction morale, quel que soit le sexe. Cela explique le fait que la poésie amoureuse où des poètes de sexe masculin célèbrent la beauté des garçons apparaît, au Moyen-Orient et en Afrique du Nord, comme un genre traditionnel. Les actes homoérotiques (caresses, baisers etc.) sans pénétration n'étaient pas jugés comme des péchés graves. Les femmes ne commettant pas d'acte de pénétration, ce que l'on appelle aujourd'hui lesbianisme ne faisait pas l'objet de discussions juridiques concernant d'éventuelles sanctions.
La littérature homo-érotique connaît un âge d'or pendant le Moyen Âge et le début de l'ère moderne. Selon une vision occidentale anachronique qui a longtemps eu cours, les sociétés arabo-islamiques auraient toujours moins accepté l'homosexualité que l'Occident ; cependant, des récits de voyages européens de l'ère pré-moderne témoignent au contraire du fait que les voyageurs qui découvraient le Moyen-Orient ou l'Afrique du Nord étaient surpris par la relative tolérance qui entourait les mœurs homosexuelles, et qu'ils avaient observé « des hommes exprimant ouvertement leur amour pour les jeunes garçons, en mots comme en gestes ».
Pendant l'âge d'or islamique, la dynastie abbasside est connue pour avoir été relativement laxiste en ce qui concerne l'homosexualité. Cela est dû à plusieurs facteurs, notamment l'abandon de l'adhésion littéraliste aux Écritures Saintes pour se tourner vers une version plus bureaucratique de l'empire islamique.
De nombreux dirigeants islamiques ont été connus pour se livrer à, ou du moins tolérer, l'activité homosexuelle. Le calife omeyyade Al-Walid II aurait pratiqué " al-talawut ", un mot arabe pour les relations sexuelles entre hommes. Abu Nuwas, l'un des poètes arabes les plus éminents à avoir produit des œuvres homoérotiques et à en faire sa marque, l'a fait sous la tutelle et la protection de Harun al-Rashid. Le successeur de Harun al-Rashid, Al-Amin, a rejeté les femmes et les concubines, préférant plutôt les eunuques.
Les lesbiennes dans le monde arabe médiéval étaient souvent identifiées comme telles (par les mots sahiqa, sahhaqa) et des légendes valorisaient des femmes pour l'amour fidèle qu'elles portaient à d'autres femmes. Une des histoires les plus populaires est celle de Hind Bint al-Nu`man, une Arabe chrétienne, et de Hind Bint al-Khuss al-Iyadiyyah, connue sous le nom d'al- Zarqa', une Arabe polythéiste. Il s'agit d'une histoire d'amour mixte (interreligieux) dans l'Irak préislamique, dont on garde des transcriptions littéraires dès le Xe siècle.

### Période coloniale
Le XIXe siècle est une période de bouleversement dans l'appréhension du genre, au cours de laquelle de nombreux pays du monde arabe tendent à adopter la réprobation de l'Angleterre victorienne à l'égard de l'homosexualité, selon Khaled El-Rouayheb, auteur de L'Amour des garçons en pays arabo-islamique : XVIe – XVIIIe siècle. C'est aussi l'époque où l'homosexualité, pensée comme orientation sexuelle et non pas ensemble de pratiques, est importée dans le monde arabe,. Les poèmes homoérotiques sont expurgés des anthologies littéraires et condamnés. Le terme qui renvoie au sens moderne d'homosexualité, «shudhūdh jinsī», date du XXe siècle ; il « cimente l'opinion émergente que toutes les formes d'attirance passionnée pour les garçons sont des signes équivalents de “maladie” et de “dépravation” », écrit Khaled El-Rouayheb. Cette nouvelle notion est symptomatique d'« un impressionnant changement culturel » et des progrès de l'homophobie, notamment au Moyen-Orient.
Au XIXe siècle et au début du XXe siècle, l'activité homosexuelle demeure dans les faits relativement courante au Moyen-Orient, en partie à cause de la ségrégation sexuelle généralisée, qui rendait les rencontres hétérosexuelles hors mariage plus difficiles. Georg Klauda écrit que « d'innombrables écrivains et artistes tels qu'André Gide, Oscar Wilde, Edward M. Forster et Jean Genet ont fait des pèlerinages aux XIXe et XXe siècles depuis une Europe homophobe jusqu'en Algérie, au Maroc, en Égypte et dans divers autres pays arabes, où le sexe homosexuel a été non seulement rencontré sans aucune discrimination ou ghettoïsation sous-culturelle, mais plutôt, en raison de la ségrégation rigide des sexes, il semblait être disponible à chaque coin de rue ».

### Période post-coloniale
L'association Alouen en Algérie organise chaque année une journée de solidarité pour les personnes LGBT, dite TenTen.

## Militantisme
Depuis le début du XXIe siècle, une scène LGBTQ+ émerge dans la région ; celle-ci œuvre pour la reconnaissance des LGBTQ+, à la fois sur le plan personnel mais aussi à l'échelle communautaire.

## Communautés
- Mukhannath

### Moyen-Orient
- Khanith
- Minorités sexuelles et de genre palestiniennes
- LGBT en Israël
- Transidentité en Iran
- LGBT en Syrie

### Afrique du Nord
- Minorités sexuelles et de genre au Maroc
- Minorités sexuelles et de genre en Algérie
- Situation des personnes LGBT+ en Libye
- Situation des personnes LGBT+ en Tunisie
- Minorités sexuelles et de genre en Égypte

## Culture

### Cinéma
Une des premières occurrence homoérotique dans le cinéma arabe apparaît très tôt : en 1938 Ahmad Jalal met en scène une relation entre deux femmes dans La fille de Monsieur le Directeur (Bint el-bacha el-moudir, بنت الباشا المدير). Ce sont les actrices Assia Dagher et Mary Queeny qui interprètent les rôles.

### Littérature

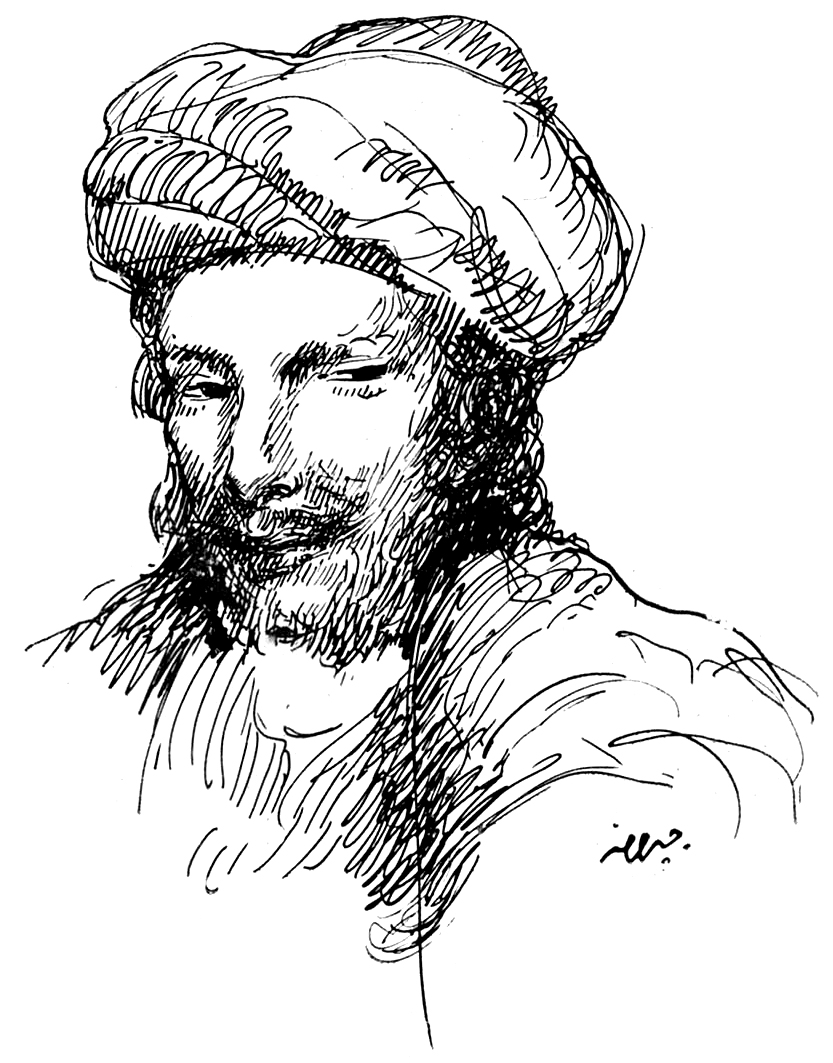
Dessin de Gibran Khalil Gibran représentant Abû Nuwâs, poète abasside. Les œuvres d'Abû Nuwâs font partie du travail de redécouverte du patrimoine culturel LGBTQ+ en langue arabe.

Pour l'auteur Tarek El-Ariss, l'expérience centrale de lecteur queer de littérature arabe est l'identification à des récits de ce qu'il nomme la « perte queer ».
Tarek El-Ariss rapproche le mode de vie dans les marges des sa'aliks antiques avec celui des personnages de Koolaids: the Art of War de l'écrivain libano-américain Rabih Alameddine. Dans Koolaids, le héros Mohammad quitte le Liban en 1975 pour fuir la guerre, pour se retrouver confronté à San Francisco à l'épidémie de Sida. S'ensuit un récit de construction d'une vie liminale, faite de rencontres et de confrontations face à l'omniprésence de la mort d'êtres chers.
Dans Kitab al-ghuraba , le poète Abu al-Faraj al-Isfahani relate anecdotes et morceaux de vies des étrangers du Badgad du Xe siècle, parmi lesquels un vagabon qui a fui son foyer après avoir été ruiné à force de cadeaux onéreux offerts à son amant. Tarek El-Ariss rapproche ces récits à ceux de l'écrivaine libanaise Hoda Barakat et de l'écrivain marocain Abdellah Taïa, où la perte du foyer initial consécutive à la migration reste indépassable, malgré la tentative d'établissement de communautés alternatives. Chez Barakat comme chez Taïa, les personnages sont confrontés aux violences de leurs milieux, qu'ils viennent de la guerre civile libanaise ou des quartiers populaires de Casablanca.
De nombreux auteurs et autrices de culture arabe utilisent l'autofiction comme manière d'affirmation de leur point de vue homosexuel au sein d'une société conservatrice qui les oppresse.

### Ouvrages
1. 1 2 3 4 5 6 7 8 9 10  Tomás Prower, « Berceaux de la civilisation », dans Mythologies et légendes queer : spiritualités et culture LGBT+ à travers le monde, 2022 (ISBN 979-10-97154-91-2, OCLC 1301513200, lire en ligne)
2. ↑  Stephen O. Murray, Homosexualities, 2000 (ISBN 0-226-55194-6, 978-0-226-55194-4 et 0-226-55195-4, OCLC 43095830, lire en ligne)
3. ↑  Will Roscoe, Islamic homosexualities : culture, history, and literature, 1997 (ISBN 0-8147-7467-9, 978-0-8147-7467-0 et 0-8147-7468-7, OCLC 35526232, lire en ligne)
4. ↑  Homoeroticism in the Biblical World: A Historical Perspective, by Martti Nissinen, Fortress Press, 2004, p. 24–28
5. ↑  (en) David F. Greenberg, The Construction of Homosexuality, University of Chicago Press, 15 août 1990 (ISBN 978-0-226-30628-5, lire en ligne)
6. ↑  Erik Holland, The nature of homosexuality : vindication for homosexual activists and the religious right, iUniverse, 2004 (ISBN 0-595-30508-3 et 978-0-595-30508-7, OCLC 58796761, lire en ligne)
7. ↑  Amara Das Wilhelm, Tritiya-Prakriti: People of the Third Sex, 18 mai 2010 (ISBN 9781453503164, lire en ligne)
8. ↑  Rebecca T. Alpert, Like bread on the seder plate : Jewish lesbians and the transformation of tradition, Columbia University Press, 1997 (ISBN 0-231-09660-7, 978-0-231-09660-7 et 0-231-09661-5, OCLC 35627603, lire en ligne)
9. ↑  (en) Suzanne Pinckney Stetkevych, The mute immortals speak: pre-Islamic poetry and the poetics of ritual, Cornell University Press, coll. « Myth and poetics », 1993 (ISBN 978-0-8014-2764-0), p. 140
10. 1 2 3 4 5 6 7 8 9  Tarek El-Ariss (en), « Essai : Récits queers et littérature arabe », dans Habibi : les révolutions de l'amour : [exposition, Paris, Institut du monde arabe, du 27 septembre 2022 au 20 février 2023, 2022 (ISBN 978-94-6161-825-2, OCLC 1346352484)
11. ↑  (en) Samar Habib, Islam and Homosexuality, ABC-CLIO, 2010, 467-470 p. (ISBN 978-0-313-37905-5, lire en ligne)
12. ↑  Abir Kréfa, Genre et féminismes au Moyen-Orient et au Maghreb, 2020 (ISBN 978-2-35480-205-9 et 2-35480-205-6, OCLC 1147324422, lire en ligne)
13. 1 2  Samar Habib, « Le cinéma queer dans le monde arabe », dans Institut du monde arabe, Élodie Bouchard, Habibi, les révolutions de l'amour, Paris, Snoeck, 2022, 119 pages (ISBN 9789461618252), p.100-106
14. ↑  Gibson Ncube, « Introduction », dans La sexualité queer au Maghreb à travers la littérature, 2018

### Publications universitaires
1. ↑  « Homosexuality in the Ancient Near East, beyond Egypt by Bruce Gerig in the Ancient Near East, beyond Egypt », epistle.us
2. ↑  Halsall, « The Code of the Assura » [archive du 11 septembre 2015], Internet History Sourcebooks Project, Fordham University (consulté le 16 novembre 2015)
3. 1 2 3 4  SAHAR AMER, « Medieval Arab Lesbians and Lesbian-Like Women », Journal of the History of Sexuality, vol. 18, no 2,‎ 2009, p. 215–236 (ISSN 1043-4070, lire en ligne, consulté le 30 juin 2022)
4. 1 2 3  Bullough, Vern L., "Before Homosexuality in the Arab‐Islamic World, 1500–1800 (Book Review)". The American Historical Review, 2006, vol. 111(4), p. 1286–1286  (ISSN 0002-8762, e-ISSN 1937-5239, DOI 10.1086/ahr.111.4.1286)
5. 1 2  Yip, Andrew K. T. (université de Nottingham Trent). "Book Review: Khaled El-Rouayheb, Before Homosexuality in the Arab-Islamic World, 1500 1800. Chicago, IL: Chicago University Press, 2005. 210 p.  (ISBN 0 226 72988 5). hbk  20.50" Sexualities, 2007, vol. 10(5), p. 646–648  (ISSN 1363-4607, DOI 10.1177/13634607070100050602)
6. 1 2 3  Thomas Eich "Before Homosexuality in the Arab-Islamic World, 1500-1800 by Khaled el-Rouayheb (book review)." Die Welt des Islams New Series, vol. 46, Issue 2 (2006), p. 226–228, lire en ligne
7. ↑  Guppy, Shusha. "Veiled might of the harem.(American University Press)(Before Homosexuality in the Arab-Islamic World, 1500-1800)(Book review)" (Archive only available to researchers and legal). Times Higher Education Supplement, June 9, 2006, Vol.0(1746), p.33(1).  (ISSN 0049-3929). Source: Cengage Learning, Inc.
8. 1 2 3  Frédéric Lagrange, « Khaled El-Rouayheb, Before Homosexuality in the Arab-Islamic World, 1500-1800 », Archives de sciences sociales des religions [En ligne], 134 | avril - juin 2006, document 134-32, lire en ligne

### Autres sources
1. ↑  (en) Georg Klauda (trad. Angelus Novus), « Globalizing Homophobia », sur MR Online, 8 décembre 2010 (consulté le 25 septembre 2021).
2. 1 2  Jean Stern, « Affirmations LGBTQ+ dans le monde arabe », sur Orient XXI, 5 août 2021 (consulté le 16 août 2021)

### Générale
- (en) Marwan Kaabour, The Queer Arab Glossary, Saqi  Books, 2024 (ISBN 9780863560927)
- (en) Elias Jahshan, This Arab is queer : an anthology by LGBTQ+ Arab writers, 2022 (ISBN 978-0-86356-478-9 et 0-86356-478-X, OCLC 1286792340, lire en ligne)
- Khalid Abdel-Hadi, Nada Madjoub, Jack Lang et Nathalie Bondil, Habibi : les révolutions de l'amour : [exposition, Paris, Institut du monde arabe, du 27 septembre 2022 au 20 février 2023, dl 2022 (ISBN 978-94-6161-825-2 et 94-6161-825-5, OCLC 1346352484, lire en ligne)
- Abir Kréfa, Genre et féminismes au Moyen-Orient et au Maghreb, 2020 (ISBN 978-2-35480-205-9 et 2-35480-205-6, OCLC 1147324422, lire en ligne)
- (en) Brian Whitaker, Unspeakable love: gay and lesbian life in the Middle East : new edition, Saqi, 2011 (ISBN 978-0-86356-483-3)
- Khaled El-Rouayeb, L'Amour des garçons en pays arabo-islamique : XVIe – XVIIIe siècle, Paris, EPEL, 2010, traduction en français de Before Homosexuality in the Arab‐Islamic World, 1500–1800, University of Chicago Press, 2005.
- Brian Whitaker, Parias : gays et lesbiennes dans le monde arabe [« Unspeakable love: gay & lesbian life in the middle east »], Demopolis, impr. 2008 (ISBN 978-2-35457-008-8 et 2-35457-008-2, OCLC 471013357, lire en ligne)
- (en) Joseph Massad, Desiring Arabs, University of Chicago Press, 2008 (ISBN 978-0-226-50959-4 et 978-0-226-50958-7)
- (en) Will Roscoe, Islamic homosexualities : culture, history, and literature, 1997 (ISBN 0-8147-7467-9, 978-0-8147-7467-0 et 0-8147-7468-7, OCLC 35526232, lire en ligne)
- (en) J. W. Wright et Everett K. Rowson, Homoeroticism in classical Arabic literature, Columbia University Press, 1997 (ISBN 0-231-10506-1, 978-0-231-10506-4 et 0-231-10507-X, OCLC 34996045, lire en ligne)

### Maghreb
- Gibson Ncube, La sexualité queer au Maghreb à travers la littérature, L'Harmattan, coll. « Histoire et perspectives méditerranéennes », 2018 (ISBN 978-2-343-14998-1)
- Monia Lachheb et Éric Fassin, Être homosexuel au Maghreb, Karthala, 2016 (ISBN 978-2-8111-1731-3 et 2-8111-1731-8, OCLC 964216716, lire en ligne)
- Scènes des genres au Maghreb: masculinités, critique queer et espaces du féminin/masculin, Rodopi, coll. « Francopolyphonies », 2013 (ISBN 978-94-012-0878-9 et 978-90-420-3606-2)
- (en) Martine Antle et Jarrod Hayes, « Queer Nations: Marginal Sexualities in the Maghreb », SubStance, vol. 33, no 2,‎ 2004, p. 159 (DOI 10.2307/3685410, lire en ligne, consulté le 28 mai 2024)